# René Tranchon
René Tranchon est un arbitre français de football des années 1940 et 1950. Il fut affilié à Amiens.

## Carrière
Il a officié dans une compétition majeure : 
- Coupe de France de football 1946-1947 (finale)